# Везельберг
Везельберг (нем. Weselberg) — община в Германии, в земле Рейнланд-Пфальц. 
Входит в состав района Юго-западный Пфальц. Подчиняется управлению Вальхальбен.  Население составляет 1352 человека (на 31 декабря 2010 года). Занимает площадь 14,65 км².